# Bert Fragner
Bert G. Fragner (né le 27 novembre 1941 en Autriche et mort le 16 décembre 2021 à Vienne) est un iranologue autrichien, directeur de l'Institut d'études iraniennes de l'Académie autrichienne des sciences de 2003 à sa mort. Il enseigne aussi l'iranologie à l'université Otto-Friedrich de Bamberg.
Après avoir fait des études orientalistes, islamiques, turques, arabes et iraniennes et d'ethnologie et aussi des études slaves à l'université de Vienne, il effectue plusieurs séjours de recherche en Asie centrale.

## Distinctions
- Prix Mahmûd Afshâr à l'Académie autrichienne des sciences[3], pour avoir contribué à promouvoir la culture perse et l'histoire iranienne (16 juillet 2010)